# Boncuklu Höyük
Boncuklu Höyük es un yacimiento arqueológico del Neolítico arqueológico Epipaleolítico cercano al pueblo de Hayıroğlu en la Llanura de Konya en el distrito de provincia de Konya de Turquía. El tell está formado por los restos de uno de los poblados más antiguos del mundo, ocupado entre 8300 y 7800 a. C. aproximadamente. lo que cronológicamente corresponde a la fase tardía de los primeros PPNB en la Alta Mesopotamia. El yacimiento, situado en una colina baja de marga, ocupa una superficie de aproximadamente una hectárea y las capas culturales tienen entre uno y dos metros de grosor. El yacimiento se utilizó como era y algunos caminos han dañado las capas arqueológicas.
Los edificios son pequeños y de forma ovalada, con paredes construidas con ladrillos de barro. Bajo el suelo de los edificios se encontraron restos de enterramientos de cuerpos humanos. Allí se han descubierto las primeras cerámicas conocidas de Anatolia.

## Historia de la investigación
El yacimiento fue explorado por primera vez por Douglas Baird de la Universidad de Liverpool en 2001,  en el curso del Konya Plain Surveys. Sin embargo, la población local ya había observado la presencia de cuentas (en turco: boncuk) en la superficie, de ahí el nombre del tell  Douglas Baird excava allí desde 2006.  En 2006, se crearon tres secciones de 5 × 5 m de superficie (H, K y M). La sección M contenía capas de residuos, principalmente cenizas, pero también restos de construcción. Estas capas de residuos parecen estar muy extendidas y también se encontraron en otras zonas del asentamiento. La Casa I se descubrió en la sección K. En 2007 se añadieron la sección O, de 11 × 6 m, y la sección Y, fuera del emplazamiento real del asentamiento.
Especialistas de la Universidad de Liverpool, Universidad de Queensland, University College de Londres (UCL), Universidad de Reading y Universidad de Bournemouth participan en las excavaciones. Louise Martin, de la UCL, analizó los huesos de animales bien conservados, que son de jabalí (predominante) y uross(aproximadamente el 33%) mientras que los animales domésticos están totalmente ausentes. También se consumían équidos, aves y tortugas. 
La arqueobotánica experta y antracóloga Elena Asouti de la Universidad de Liverpool analizó los carboncillos, que pueden servir para reconstruir el entorno neolítico. Se encontraron restos de trigo domesticado (trigo farro) y cebada, pero Baird considera que se trata de importaciones.
Además del asentamiento epipaleolítico, también se hallaron enterramientos de la Edad de Bronce temprana.

## Casas
Las casas ovaladas están hechas de adobe. La casa I (sección K) medía 5 × 3 m. Sin embargo, las casas también contienen agujeros de postes. En el noroeste de las casas había un hogar redondo, normalmente el suelo aquí estaba más ennegrecido que en la zona más alta del sureste, donde el suelo también estaba mejor hecho. Algunas casas tenían relieves pintados en la pared norte, Algunas casas contenían relieves pintados en la pared norte, cuyos motivos aún no pueden interpretarse con claridad. Los suelos se renovaban con frecuencia  y a veces se pintaban total o parcialmente de rojo y, como indican los fitolitos, cubierto de esteras Se encontró una piedra decorada entre las casas, en la zona de un montón de escombros. A diferencia de Çatalhöyük, las casas tenían entradas a ras de suelo.

## Cultura material
La industria lítica está dominada por los microlitoss.  Sin embargo, la influencia del PPNB puede apreciarse en las puntas de proyectil. Los artefactos muestran similitudes con los hallazgos de las capas más antiguas de ÇatalHöyük y Can Hasan III.  La obsidiana es la materia prima predominante. También se encontraron limas decoradas para astiles de flecha. Otras piedras también tienen adornos. Las perlas consisten en conchas marinas. También se encuentran herramientas de hueso, por ejemplo espátulas. Las figurillas de arcilla son raras.

## Enterramientos
Algunos de los muertos eran enterrados bajo el suelo de las casas.

## Medio ambiente
Al igual que Çatal Höyük, Boncuklu se encuentra en el distrito lacustre del centro-sur de Turquía. Gran parte de la llanura de Konya estaba cubierta de lagos de agua dulce y pantanos en los períodos epipaleolítico y neolítico, lo que ofrecía excelentes condiciones de vida a los cazadores-recolectores. El asentamiento está situado en una ligera elevación, por lo que estaba protegido de las inundaciones.